# 가슴이 터지도록
"가슴이 터지도록"(Pent up with love)은 한국에서 제작된 전조명 감독의 1971년 드라마 영화이다. 박노식 등이 주연으로 출연하였고 주동진 등이 제작에 참여하였다.

## 출연

### 주연
- 박노식
- 김소연